# Dietrich von Choltitz

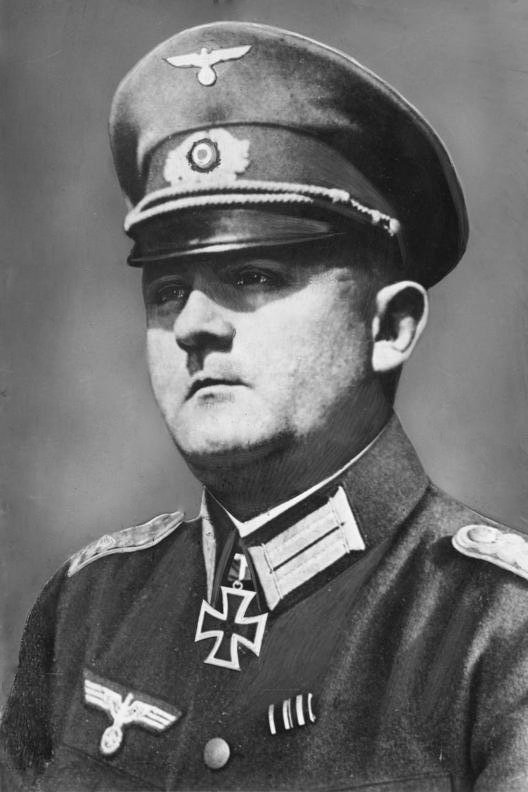
Dietrich von Choltitz (1940)

Dietrich Hugo Hermann von Choltitz [ˈkɔltɪts] (* 9. November 1894 in Gräflich Wiese; † 5. November 1966 in Baden-Baden) war ein deutscher General der Infanterie im Zweiten Weltkrieg sowie 1944 Stadtkommandant von Groß-Paris. Bekannt wurde er vor allem durch seine Rolle bei der Befreiung von Paris.

## Herkunft

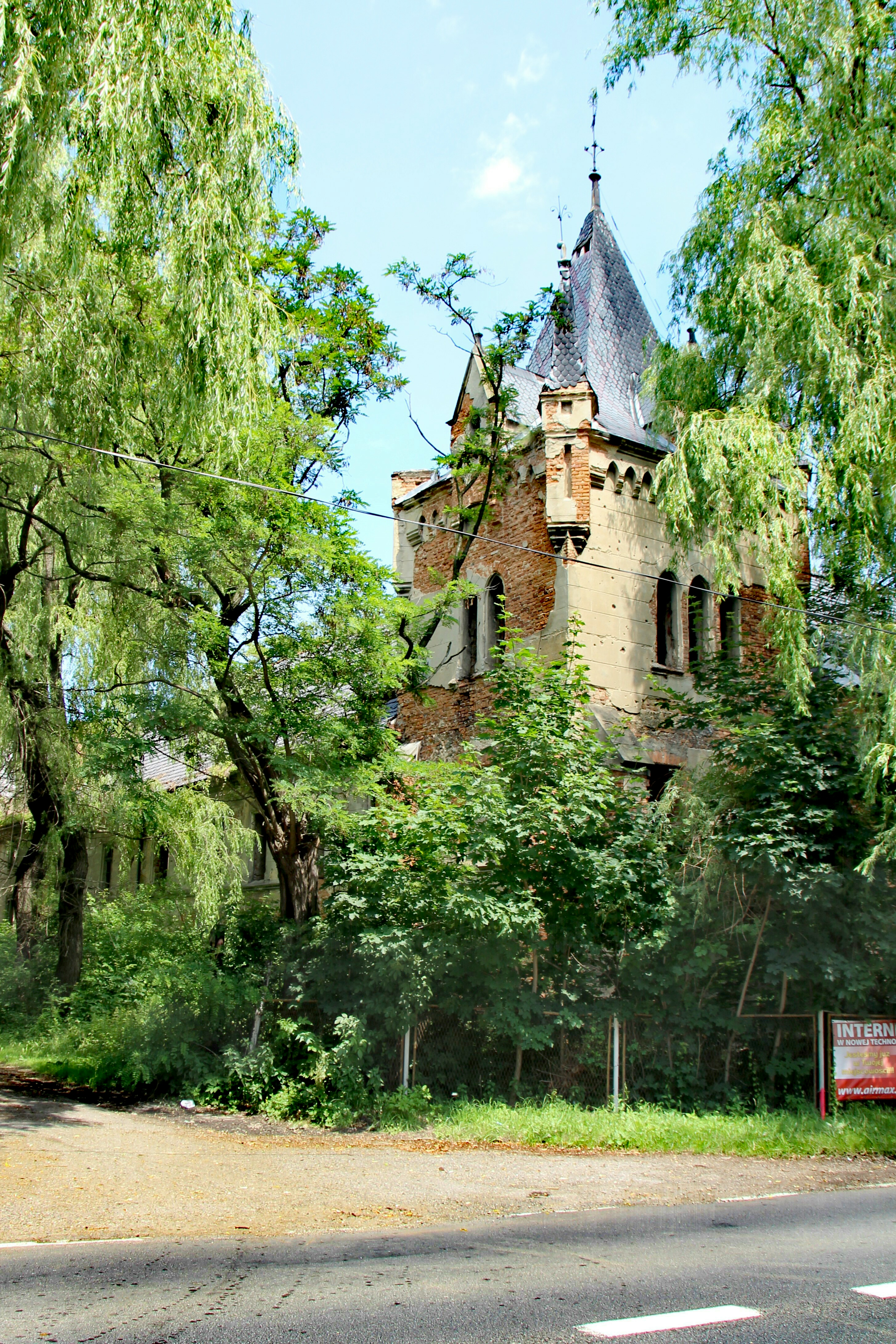
Ruine des Familienschlosses (2012)

Choltitz wurde im Familienschloss Gräflich Wiese in der Nähe von Neustadt in Oberschlesien geboren. Sein Vater Hans von Choltitz (1865–1935) war Major der Preußischen Armee. Er kämpfte während des Ersten Weltkriegs in Flandern, hauptsächlich aber an der Somme, und war zuletzt seit dem 9. Februar 1918 Kommandeur des Ulanen-Regiments „Prinz August von Württemberg“ (Posensches) Nr. 10. Seine Mutter war Gertrud, geborene von Rosenberg (* 1865); sein Onkel, Hermann von Choltitz (1868–1947), war von 1907 bis 1920 schlesischer Generallandschaftspräsident.

## Militärkarriere
Choltitz besuchte ab 1907 in Dresden das Kadettenkorps; in dieser Zeit diente er auch als Page am königlich-sächsischen Hof. Am 6. März 1914 trat er als Fähnrich in das 8. Infanterie-Regiment „Prinz Johann Georg“ Nr. 107 der Sächsischen Armee in Leipzig ein. Mit diesem kam er nach Ausbruch des Ersten Weltkriegs an der Westfront zum Einsatz, wurde dort am 16. Oktober 1914 zum Leutnant befördert und kurz darauf verwundet. Vom 30. Januar bis 31. März 1915 fungierte er als Kompanieführer und war anschließend Adjutant des III. Bataillons. Choltitz war dann vom 31. Juli 1916 bis 24. Juli 1917 Führer des MG-Ergänzungszuges 649. Im Anschluss daran setzte man ihn als Adjutant des Ersatz-Bataillons seines Stammregiments ein. Für die Durchführung eines Aufklärungsauftrages in die vordersten Linien während der Dritten Flandernschlacht wurde Choltitz am 26. Dezember 1917 mit dem Ritterkreuz des Militär-St.-Heinrichs-Ordens beliehen. Für sein Wirken während des Krieges erhielt er außerdem beide Klassen des Eisernen Kreuzes, das Ritterkreuz II. Klasse des Albrechts-Ordens sowie des Verdienstordens mit Schwertern und das Verwundetenabzeichen in Silber.
Nach Kriegsende und der Demobilisierung des Regiments war Choltitz als Abschnittsadjutant beim Grenzschutz Ost tätig und wurde am 5. Mai 1919 in das Grenzjäger-Bataillon 12 versetzt. Bereits einen Tag später folgte seine Kommandierung zur Reitschule Soltau. Am 1. Oktober 1919 wurde Choltitz in die Vorläufige Reichswehr aufgenommen und in das Reichswehr-Infanterie-Regiment 38 versetzt. Nach einem Jahr kam er dann in das Infanterie-Regiment 11 und zwei Monate später folgte seine abermalige Versetzung, dieses Mal als Eskadronoffizier in das 12. (Sächsisches) Reiter-Regiment. Vom 10. Januar bis 20. Mai 1922 kommandierte man ihn zum Ausbildungskursus für Kavallerie-Nachrichtenoffiziere. Choltitz versah dann wieder Truppendienst und wurde mit Wirkung zum 1. Februar 1924 Ordonnanzoffizier und Führer des Nachrichtenzuges beim Regimentsstab in Dresden. In dieser Funktion wurde er am 1. November 1924 zum Oberleutnant befördert. Vom 3. Oktober 1927 bis 15. Februar 1928 absolvierte er einen Offiziers-Waffenschul-Lehrgang, wurde am 15. Oktober 1928 zur 4. Eskadron versetzt und sechs Monate später deren Chef. Diese Funktion bekleidete Choltitz bis zum 30. September 1934 und wurde zwischenzeitlich am 1. April 1929 zum Rittmeister befördert. Am 20. August 1929 heiratete Dietrich von Choltitz Huberta von Garnier. Am 1. August 1935 wurde er zunächst Major und ab 1. Februar 1937 Kommandeur des III. Bataillons des Infanterieregiments 16 in Oldenburg. Dieses gehörte zum Verband der 22. Infanterie-Division. Am 1. April 1938 wurde er zum Oberstleutnant befördert und nahm im Zuge der Sudetenkrise am Einmarsch in das Sudetenland teil.
Nach Beginn des Zweiten Weltkriegs wurde die 22. Infanterie-Division zu einer Luftlandeeinheit umstrukturiert und ausgebildet. Die Einheit Choltitz’ nahm kurzzeitig an der Schlacht an der Bzura teil. Danach kam sein Bataillon  im Rahmen des Westfeldzuges 1940  bei der Besetzung der Brücken von Rotterdam durch Luftlandetruppen zum Einsatz. Hierfür erhielt er am 18. Mai 1940 das Ritterkreuz des Eisernen Kreuzes. Im September 1940 wurde von Choltitz Kommandeur des Infanterieregiments 16, seit 1941 als Oberst. Im Krieg gegen die Sowjetunion war die Division Teil der 11. Armee am äußersten Südflügel der Ostfront. Hier zeichneten sich ihre Einheiten und Choltitz bei der Eroberung eines Brückenkopfes bei Beryslaw über den 700 Meter breiten Dnepr aus. Choltitz wurde dafür am 3. Oktober erneut ausgezeichnet, diesmal mit der Anerkennungsurkunde des Oberbefehlshabers des Heeres. Im Oktober folgten Kämpfe um die Landenge von Perekop sowie ab Dezember um die Festung Sewastopol. Am 8. Februar 1942 erhielt Choltitz dafür das Deutsche Kreuz in Gold.
Nach dem Ende der Kämpfe auf der Krim im Sommer 1942 wurde die 22. Infanterie-Division nach Griechenland verlegt, wo sie als Besatzung der Insel Kreta zum Einsatz kam. Choltitz machte jedoch den nächsten Karrieresprung, indem er ab dem 27. August 1942 vertretungsweise als Kommandeur der 260. Infanterie-Division am Mittelabschnitt der Ostfront eingesetzt wurde (bis zum 6. Oktober 1942). Parallel dazu erhielt er am 1. September 1942 die Beförderung zum Generalmajor. Obwohl er kaum einen Divisionsverband geführt hatte, wurde Choltitz am 7. Dezember 1942 mit der stellvertretenden Führung des XVII. Armeekorps beauftragt. Der Verband stand nach der sowjetischen Gegenoffensive im Rahmen der Schlacht von Stalingrad im Brennpunkt der Abwehrkämpfe am Tschir. Der Kommandierende General des Korps, General Karl-Adolf Hollidt führte gleichzeitig eine Reihe anderer (Rest-)Verbände unter dem Namen Armeeabteilung Hollidt, weshalb Choltitz’ Aufgabe in dessen Unterstützung bestand. Das Korps wich bis zum Donez aus, wo Choltitz im März 1943 (mit R.D.A. vom 1. Februar 1943) zum Generalleutnant befördert wurde. Zwischen dem 4. März und 15. Mai kommandierte er die 11. Panzer-Division, die noch bis Ende März in die Schlacht bei Charkow verwickelt war. Danach übernahm er die Führung des XXXXVIII. Panzerkorps, das während der Unternehmen Zitadelle mit mehreren Panzerdivisionen zum Einsatz kam. Ende Oktober 1943 gab Choltitz das Kommando ab und blieb zunächst in der Führerreserve, bevor er an einem Kurs zur Ausbildung von Kommandierenden Generälen teilnahm. Ab dem 28. Februar 1944 erhielt er wieder ein Truppenkommando. Er übernahm den Befehl über das in Italien kämpfende LXXVI. Panzerkorps, wurde aber nach nur sechs Wochen wieder abgelöst. Nach dem Beginn der Landung alliierter Truppen in der Normandie (→ Operation Overlord) übernahm er dort das Kommando über das XXV. Armeekorps, wechselte jedoch nur Tage später an die Spitze des LXXXIV. Armeekorps. Dieses Korps war im Rahmen der 7. Armee ebenfalls in die Abwehrkämpfe eingebunden und erlitt ab dem 25. Juli im Zusammenhang mit der alliierten Operation Cobra schwere Verluste, vor allem im Kessel von Falaise.

## Kommandant von Paris
Am 1. August 1944 wurde Choltitz von Hitler zum General der Infanterie befördert und zum Kommandierenden General und Wehrmachtbefehlshaber von Groß-Paris ernannt. Sein Hauptquartier schlug er im Hôtel Le Meurice auf. Choltitz traf – als Nachfolger von Hans von Boineburg-Lengsfeld (der im Nachgang des gescheiterten Hitler-Attentats am 20. Juli 1944 abberufen worden war) – am 9. August 1944 in Paris ein. In den darauf folgenden 16 Tagen widersetzte er sich mehreren Befehlen Adolf Hitlers, Paris bis zum letzten Mann zu verteidigen bzw. als zerstörte Stadt zurückzulassen.

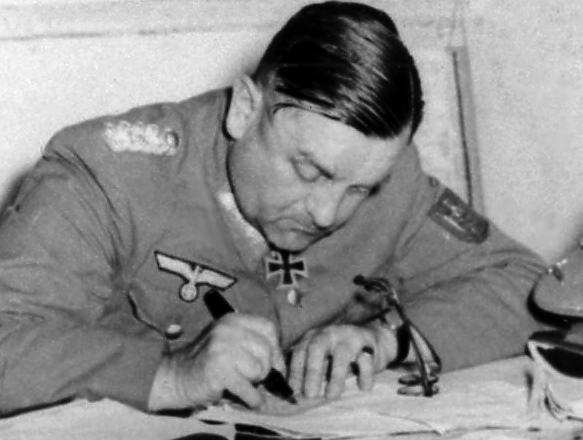
Dietrich von Choltitz unterzeichnet die Kapitulation, 25. August 1944

Durch eine Mischung aus aktiver Kontaktaufnahme mit der Résistance und Demonstration von Stärke in Form von Militärparaden und Drohungen verhinderte Choltitz womöglich einen Aufruhr und Aufstand der Bevölkerung. Der schwedische Generalkonsul in Paris, Raoul Nordling, konnte im August 1944 durch seine Vermittlung zwischen der französischen Widerstandsbewegung und dem deutschen Stadtkommandanten die von Hitler angeordneten Sprengungen verhindern. Choltitz wurde später deshalb von einigen Seiten als „Retter von Paris“ bezeichnet.
Laut einer anderen Darstellung verfügte Choltitz zum einen nicht über die entsprechenden militärischen Ressourcen für so umfangreiche Zerstörungen; zum anderen wurde er von alliierter Seite mehrfach ausdrücklich gewarnt, dass er als Kriegsverbrecher und nicht nur als Kriegsgefangener behandelt werden würde, sollte er den Zerstörungsbefehl ausführen. Auch ließ er sein Hauptquartier bis zuletzt verteidigen und unterzeichnete die Kapitulation erst nach seiner Gefangennahme – er wählte (nach Collins/Lapierre) diesen Weg, um nicht der Résistance oder dem "Mob" in die Hände zu fallen.

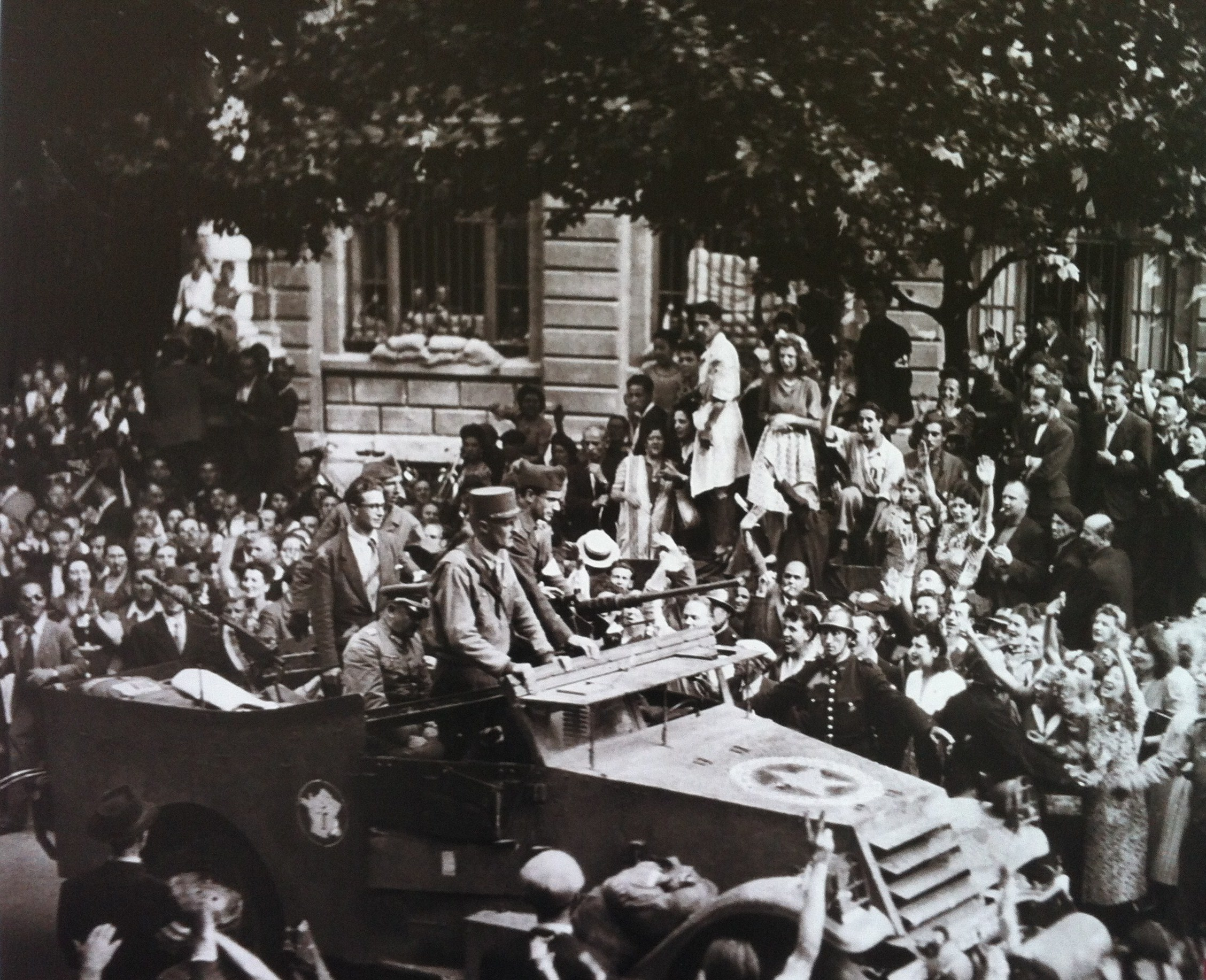
General von Choltitz, hinter General Leclerc in einem M3A1 Scout Car, nach der Unterzeichnung der Kapitulation.

Er übergab die Stadt am 25. August 1944 um 14:45 Uhr an Generalmajor Jacques-Philippe Leclerc als Repräsentanten der regulären französischen Streitkräfte.

## Nachkriegszeit

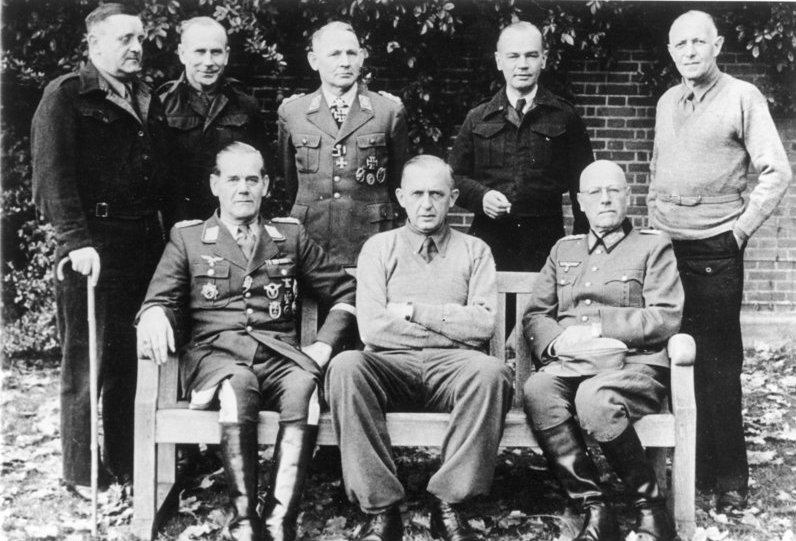
von Choltitz (links) in Trent Park, November 1944

Choltitz wurde in das britische Kriegsgefangenenlager Trent Park gebracht, wo die Gespräche der gefangenen Offiziere heimlich abgehört und aufgezeichnet wurden. Darin wurden erstmals nähere Verbindungen Choltitz’ zum Widerstand deutlich.
Laut dem (in Abschriften erhaltenen) Abhörprotokoll vom 29. August 1944 sagte Choltitz: „Den schwersten Auftrag, den ich je durchgeführt habe – allerdings dann mit größter Konsequenz durchgeführt habe –, ist die Liquidation der Juden.“ Choltitz war 1941/42 Kommandeur eines Regiments auf der Krim. Außerdem war Choltitz einer der wenigen Generäle, die sich zu ihrer persönlichen Verantwortung bekannten.

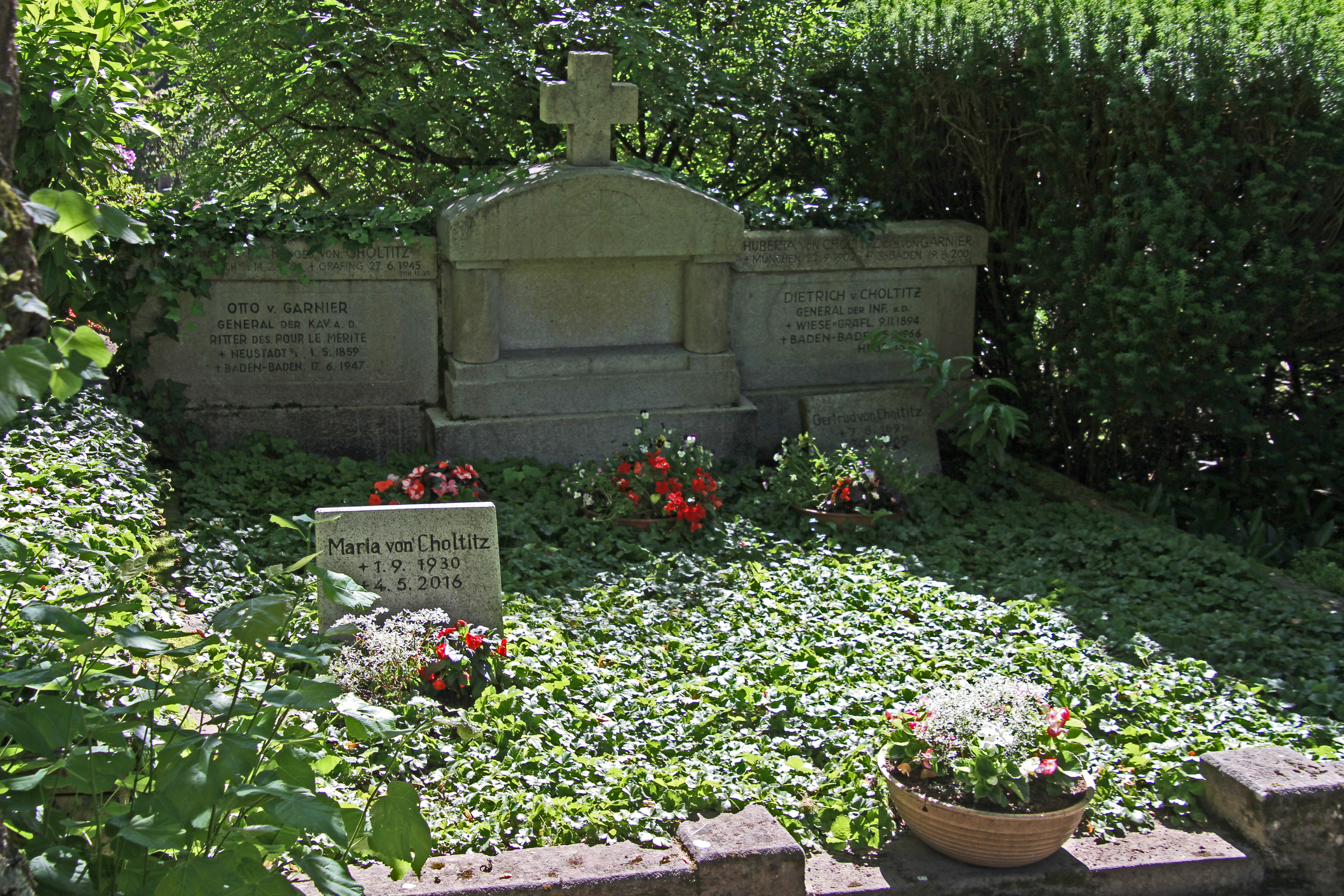
Grab auf dem Hauptfriedhof Baden-Baden

Im April 1947 wurde Choltitz aus der Kriegsgefangenschaft in Camp Clinton in Clinton,  Mississippi entlassen.; Er blieb bis zu seinem Tod in Baden-Baden-Lichtental und starb am 5. November 1966 an einem langjährigen Kriegsleiden (Lungenemphysem) im Stadtkrankenhaus in Baden-Baden. Am 9. November 1966 wurde er in Anwesenheit hoher deutscher Offiziere (Generalmajor Paul Köhler sowie Generalmajor Otto Lechler u. a. als Abordnung des Bundesministeriums der Verteidigung) sowie hoher französischer Offiziere (Colonel Wagner, Stadtkommandant von Baden-Baden, Colonel de Ravinel u. a.) auf dem Hauptfriedhof Baden-Baden beigesetzt.
Choltitz war Ritter der französischen Ehrenlegion.

## Schriften
- … brennt Paris? Adolf Hitler … Tatsachenbericht des letzten deutschen Befehlshabers in Paris. Una-Weltbücherei, Mannheim 1950.
- Soldat unter Soldaten. Europa-Verlag, Konstanz 1951.

## Filme
- Diplomatie. dramatischer Film, Frankreich/Deutschland 2014, Regie: Volker Schlöndorff. (Niels Arestrup als General Dietrich von Choltitz), Verfilmung des gleichnamigen Theaterstücks von Cyril Gély.[21]
- Brennt Paris? dramatischer Film, Frankreich/USA 1966, Regie: René Clément. (Gert Fröbe als General Dietrich von Choltitz)
- Paris – Sommer 44, Dokumentation, Deutschland, WDR, Regie: Michael Busse, Maria-Rosa Bobbi.
- Wird Paris vernichtet? Dokumentation, Deutschland 2004, WDR, 50 Min. Erstausstrahlung 2007 (10. Januar 2007, Arte). Regie: Michael Busse, Maria-Rosa Bobbi. (Der Film zeichnet die letzten 16 Tage der deutschen Besatzung nach. Er folgt Choltitz aus dem Führerhauptquartier, wo er am 7. August 1944 die Hitler-Befehle erhält, nach Paris)

## Belege
1. ↑  Günter Wegmann (Hrsg.), Günter Wegner: Formationsgeschichte und Stellenbesetzung der deutschen Streitkräfte 1815–1990. Teil 1: Stellenbesetzung der deutschen Heere 1815–1939. Band 3: Die Stellenbesetzung der aktiven Regimenter, Bataillone und Abteilungen von der Stiftung bzw. Aufstellung bis zum 26. August 1939. Biblio Verlag, Osnabrück 1993, ISBN 3-7648-2413-1, S. 170.
2. ↑  Choltitz, v. Dietrich (Wiese, Kr. Oppeln). In: Verlustlisten 1. Weltkrieg: Sachsen 55. 15. November 1914, S. 2656, abgerufen am 26. August 2019 (Auszug aus den Deutschen Verlustlisten, wiedergegeben auf genealogy.net).
3. ↑  Der Königlich Sächsische Militär-St. Heinrichs-Orden 1736–1918. Ein Ehrenblatt der Sächsischen Armee. Wilhelm und Bertha von Baensch-Stiftung, Dresden 1937, S. 185.
4. ↑  Rangliste des Deutschen Reichsheeres. Mittler & Sohn Verlag, Berlin 1930, S. 151.
5. ↑  Timo von Choltitz: Dietrich von Choltitz: Geburt und Familie. In: choltitz.de. 2004, abgerufen am 28. November 2016.
6. 1 2  Veit Scherzer: Ritterkreuzträger 1939–1945. Die Inhaber des Eisernen Kreuzes von Heer, Luftwaffe, Kriegsmarine, Waffen-SS, Volkssturm sowie mit Deutschland verbündete Streitkräfte nach den Unterlagen des Bundesarchivs. 2. Auflage, Scherzers Militaer-Verlag, Ranis/Jena 2007, ISBN 978-3-938845-17-2, S. 259.
7. ↑  Dieter Pohl: Die Herrschaft der Wehrmacht: Deutsche Militärbesatzung und einheimische Bevölkerung in der Sowjetunion 1941–1944. Oldenbourg Wissenschaftsverlag, 2009, ISBN 978-3-486-59174-3, S. 267 (eingeschränkte Vorschau in der Google-Buchsuche).
8. ↑  Wilmot, S. 415.
9. 1 2  Paris-Rettung: Karl kam nicht an. In: Der Spiegel 36/1964. 2. September 1964, S. 79–85, abgerufen am 26. August 2019.
10. ↑  Choltitz selbst hatte im Frühsommer 1944 Gespräche mit Stauffenberg geführt, verhielt sich der Sache ggü. nicht abgeneigt, aber dennoch zurückhaltend.
11. ↑  Art. Choltitz, Dietrich von. In: Goldmann Lexikon, Band 4, S. 1806.
Choltitz, Dietrich von. In: Encyclopædia Britannica’s Guide to Normandy 1944. Archiviert vom Original (nicht mehr online verfügbar) am 26. Mai 2007; abgerufen am 26. August 2019 (englisch).
12. ↑  Gestorben: Raoul Nordling. In: Der Spiegel 41/1962. 10. Oktober 1962, S. 114, abgerufen am 26. August 2019.
13. ↑  Arte-TV-Dokumentation vom 10. Januar 2007
14. ↑  Sönke Neitzel: Abgehört. Deutsche Generäle in britischer Kriegsgefangenschaft 1942–1945, S. 252 (Dokument 106). Fußnote 265 lautet: „Es ist nicht bekannt, wo Choltitz diese Judenerschießungen durchgeführt hat. Wahrscheinlich fielen diese in seine Zeit als Regimentskommandeur auf der Krim 1941/42.“ Siehe auch Fußnote 285.
15. ↑  Laut Timo v. Choltitz (Kommentar) stehen diese Sätze nicht im Abhörprotokoll vom 29. August (dem Tag seiner Einlieferung in Trent Park), sondern vom 8. und 9. September 1944
16. ↑  Kerstin Heil: O-Töne des Krieges – Ruhr Nachrichten. 13. August 2007.
17. ↑  Sönke Neitzel: Abgehört. Deutsche Generäle in britischer Kriegsgefangenschaft 1942–1945, S. 54.
18. ↑  http://www.kilroywashere.org/004-Pages/JAN-Area/04-D-Jackson-POW.html
19. ↑  Dermot Bradley (Hrsg.): Die Generale des Heeres 1921–1945. Band 2: v. Blanckensee–v. Czettritz und Neuhauß. Biblio Verlag, Osnabrück 1993, ISBN 3-7648-2424-7, S. 432.
20. ↑  Volker Ullrich: Die Legende von der „sauberen“ Wehrmacht: Was wussten die gefangenen Generäle in Trent Park? In: Deutschlandfunk-Sendung „Politische Literatur“. 19. Dezember 2005, abgerufen am 25. August 2019 (Rezension).
21. ↑  Rheinische Post vom 3. September 2014 (S. B7): Rezension

| Personendaten    | Personendaten                                                                              |
| ---------------- | ------------------------------------------------------------------------------------------ |
| NAME             | Choltitz, Dietrich von                                                                     |
| ALTERNATIVNAMEN  | Choltitz, Dietrich Hugo Hermann von                                                        |
| KURZBESCHREIBUNG | deutscher General der Infanterie im Zweiten Weltkrieg sowie 1944 Stadtkommandant von Paris |
| GEBURTSDATUM     | 9. November 1894                                                                           |
| GEBURTSORT       | Wiese-Gräflich, Deutsches Reich                                                            |
| STERBEDATUM      | 5. November 1966                                                                           |
| STERBEORT        | Baden-Baden, Deutschland                                                                   |